# Convocazioni al campionato mondiale femminile di pallavolo 2010
Elenco delle giocatrici convocate per il campionato mondiale 2010.

## Algeria
| N° | Nome               | Ruolo | Data di nascita  | Squadra       |
| -- | ------------------ | ----- | ---------------- | ------------- |
| -  | Mouloud Ikhedji    | All   | -                | -             |
| 3  | Salima Hammouche   | L     | 17 gennaio 1984  | GS Pétroliers |
| 4  | Fatma Zahra Djouad | S     | 12 luglio 1988   | NC Béjaïa     |
| 6  | Celia Magnana      | C     | 16 marzo 1991    | ASW Béjaïa    |
| 8  | Zohra Bensalem     | S/O   | 5 aprile 1990    | GS Pétroliers |
| 9  | Narimene Madani    | S     | 12 marzo 1984    | MB Béjaïa     |
| 10 | Fatma Zahra Oukazi | P     | 18 gennaio 1984  | GS Pétroliers |
| 11 | Mouni Abderrahim   | S     | 19 novembre 1985 | ASW Béjaïa    |
| 12 | Safia Boukhima     | S     | 10 gennaio 1991  | ASW Béjaïa    |
| 13 | Nawal Mansouri     | L     | 1º agosto 1985   | NC Béjaïa     |
| 14 | Faïza Tsabet       | S     | 22 marzo 1985    | -             |
| 17 | Lydia Oulmou       | C     | 2 febbraio 1986  | Istres        |
| 18 | Tassadit Aissou    | C     | 19 giugno 1989   | ASW Béjaïa    |

## Brasile
| N° | Nome                   | Ruolo | Data di nascita  | Squadra        |
| -- | ---------------------- | ----- | ---------------- | -------------- |
| -  | José Roberto Guimarães | All   | 30 luglio 1954   | -              |
| 1  | Fabiana Claudino       | C     | 24 gennaio 1985  | Rio de Janeiro |
| 2  | Caroline Gattaz        | C     | 27 luglio 1981   | Rio de Janeiro |
| 3  | Danielle Lins          | P     | 5 gennaio 1985   | Rio de Janeiro |
| 5  | Adenízia da Silva      | C     | 18 dicembre 1986 | Osasco         |
| 6  | Thaísa de Menezes      | C     | 15 maggio 1987   | Osasco         |
| 8  | Jaqueline de Carvalho  | S     | 31 dicembre 1983 | Osasco         |
| 10 | Wélissa Gonzaga        | S     | 9 settembre 1982 | Osasco         |
| 11 | Joyce da Silva         | S     | 13 giugno 1984   | Rio de Janeiro |
| 12 | Natália Pereira        | S     | 24 aprile 1989   | Osasco         |
| 13 | Sheilla de Castro      | S     | 1º luglio 1983   | São Caetano    |
| 14 | Fabiana de Oliveira    | L     | 7 marzo 1980     | Rio de Janeiro |
| 16 | Fernanda Garay         | S     | 10 maggio 1986   | Pinheiros      |
| 17 | Josefa de Souza        | P     | 3 febbraio 1983  | Pinheiros      |
| 18 | Camila Brait           | L     | 28 ottobre 1988  | Osasco         |

## Canada
| N° | Nome             | Ruolo | Data di nascita  | Squadra          |
| -- | ---------------- | ----- | ---------------- | ---------------- |
| -  | Arnd Ludwig      | All   | -                | -                |
| 2  | Julie Young      | L     | 7 marzo 1986     | Canada           |
| 3  | Janie Guimond    | L     | 11 aprile 1984   | Canada           |
| 4  | Tammy Mahon      | S     | 4 novembre 1980  | Panathīnaïkos    |
| 5  | Tiffany Dodds    | S     | 21 gennaio 1986  | Ageo Medics      |
| 7  | Tonya Mokelki    | S     | 10 maggio 1985   | Sinsheim         |
| 8  | Carla Bradstock  | P     | 11 agosto 1985   | Canada           |
| 9  | Sarah Pavan      | S     | 16 agosto 1986   | Spes Conegliano  |
| 10 | Marisa Field     | C     | 10 luglio 1987   | Sinsheim         |
| 11 | Nadine Alphonse  | C     | 22 luglio 1983   | Canada           |
| 12 | Sherline Holness | C     | 11 febbraio 1980 | Canada           |
| 16 | Jennifer Hinze   | C     | 20 maggio 1988   | British Columbia |
| 17 | Brittney Page    | S     | 4 febbraio 1984  | Canada           |
| 18 | Kyla Richey      | S     | 20 giugno 1989   | British Columbia |
| 19 | Lauren OReilly   | P     | 4 aprile 1989    | Trinity Western  |

## Cina
| N° | Nome        | Ruolo | Data di nascita   | Squadra  |
| -- | ----------- | ----- | ----------------- | -------- |
| -  | Yu Juemin   | All   | 11 maggio 1960    | -        |
| 1  | Wang Yimei  | S/O   | 11 gennaio 1988   | Liaoning |
| 2  | Zhang Lei   | S/O   | 11 gennaio 1985   | Shanghai |
| 3  | Yang Jie    | S     | 1º marzo 1994     | Shanghai |
| 4  | Shen Jingsi | P     | 3 maggio 1989     | Bayi     |
| 6  | Zhou Suhong | S     | 23 aprile 1979    | Zhejiang |
| 7  | Zhang Xian  | L     | 16 marzo 1985     | Yunnan   |
| 8  | Wei Qiuyue  | P     | 26 settembre 1988 | Tianjin  |
| 10 | Li Juan     | S     | 15 maggio 1981    | Tianjin  |
| 11 | Xu Yunli    | C     | 2 agosto 1987     | Fujian   |
| 12 | Xue Ming    | C     | 23 febbraio 1987  | Beijing  |
| 14 | Chen Liyi   | S     | 27 aprile 1989    | Tianjin  |
| 15 | Ma Yunwen   | S     | 19 ottobre 1986   | Shanghai |

## Corea del Sud
| N° | Nome           | Ruolo | Data di nascita   | Squadra           |
| -- | -------------- | ----- | ----------------- | ----------------- |
| -  | Park Sam-ryong | All   | -                 | -                 |
| 1  | Young Oh-ji    | S     | 11 luglio 1988    | Korea Expressway  |
| 4  | Kim Sa-nee     | P     | 21 giugno 1981    | Pink Spiders      |
| 8  | Nam Jie-youn   | L     | 25 maggio 1983    | GS Caltex Seoul   |
| 9  | Yim Myung-ok   | L     | 5 maggio 1986     | KT&G Ariels       |
| 10 | Kim Yeon-koung | S     | 26 febbraio 1988  | JT Marvelous      |
| 11 | Han Yoo-mi     | S     | 5 febbraio 1982   | Corea del Sud     |
| 12 | Han Song-yi    | S     | 5 settembre 1984  | Pink Spiders      |
| 13 | Jung Dae-young | C     | 12 agosto 1981    | GS Caltex Seoul   |
| 14 | Hwang Youn-joo | S     | 13 agosto 1986    | Hyundai Hillstate |
| 15 | Kim Se-young   | C     | 4 giugno 1981     | KT&G Ariels       |
| 16 | Lee So-la      | P     | 1º settembre 1987 | Korea Expressway  |
| 17 | Yang Hyo-jin   | C     | 1º marzo 1990     | Hyundai Hillstate |

## Costa Rica
| N° | Nome               | Ruolo | Data di nascita   | Squadra       |
| -- | ------------------ | ----- | ----------------- | ------------- |
| -  | Braulio Godínez    | All   | -                 | -             |
| 1  | Dionisia Thompson  | P     | 9 giugno 1978     | Goicoechea    |
| 2  | Catalina Fernández | C     | 12 dicembre 1986  | UCR           |
| 4  | Adriana Chinchilla | S     | 29 marzo 1980     | Goicoechea    |
| 5  | Karen Cope         | S     | 6 novembre 1985   | UCR           |
| 6  | Ángela Willis      | C     | 26 gennaio 1977   | USA           |
| 7  | Mariela Quesada    | S     | 8 luglio 1987     | Santa Bárbara |
| 9  | Verania Willis     | S     | 23 settembre 1979 | USA           |
| 10 | Paola Ramírez      | C     | 23 febbraio 1987  | UCR           |
| 12 | Marie Hadar        | S     | 2 febbraio 1992   | Goicoechea    |
| 14 | Irene Fonseca      | P     | 10 ottobre 1985   | Santa Bárbara |
| 16 | Mijal Hines        | C     | 15 dicembre 1993  | Goicoechea    |
| 17 | Marianela Alfaro   | L     | 28 marzo 1985     | Santa Bárbara |

## Croazia
| N° | Nome                 | Ruolo | Data di nascita  | Squadra           |
| -- | -------------------- | ----- | ---------------- | ----------------- |
| -  | Mirosla Aksentijević | All   | -                | -                 |
| 2  | Ana Grbac            | P     | 23 marzo 1988    | Voléro Zurigo     |
| 3  | Cecilia Dujić        | S     | 6 dicembre 1987  | Split             |
| 4  | Marina Miletić       | L     | 21 febbraio 1983 | -                 |
| 5  | Mirela Delić         | C     | 13 novembre 1981 | RC Cannes         |
| 6  | Sanja Popović        | S/O   | 31 maggio 1984   | Beşiktaş          |
| 7  | Mia Todorović        | L     | 22 giugno 1990   | Rijeka            |
| 8  | Mia Jerkov           | S/O   | 5 dicembre 1981  | River             |
| 9  | Ilijana Dugandžić    | C     | 17 aprile 1981   | -                 |
| 12 | Senna Ušić           | S     | 14 maggio 1986   | Robursport Pesaro |
| 13 | Marina Katić         | P     | 1º ottobre 1983  | River             |
| 14 | Mirela Bareš         | L     | 11 giugno 1982   | Cestorad          |
| 15 | Ivana Miloš          | C     | 7 marzo 1986     | -                 |
| 17 | Jelena Alajbeg       | S/O   | 1º ottobre 1989  | -                 |
| 18 | Maja Poljak          | C     | 2 maggio 1983    | VakıfBank GS      |

## Cuba
| N° | Nome              | Ruolo | Data di nascita  | Squadra          |
| -- | ----------------- | ----- | ---------------- | ---------------- |
| -  | Juan Carlos Gala  | All   | -                | -                |
| 1  | Wilma Salas       | S     | 9 marzo 1991     | Santiago de Cuba |
| 2  | Yanelis Santos    | P/O   | 30 marzo 1986    | Ciego de Ávila   |
| 4  | Yoana Palacio     | C     | 6 ottobre 1990   | Ciudad Habana    |
| 6  | Daimara Lescay    | C     | 5 settembre 1992 | Holguín          |
| 7  | Lisbet Arredondo  | L     | 22 novembre 1987 | Villa Clara      |
| 9  | Rachel Sánchez    | C     | 9 novembre 1981  | Pinar del Río    |
| 10 | Ana Cleger        | P/O   | 27 novembre 1989 | Santiago de Cuba |
| 11 | Liannes Castañeda | C     | 18 ottobre 1986  | Guantánamo       |
| 13 | Rosanna Giel      | C     | 10 giugno 1992   | Ciego de Ávila   |
| 14 | Kenia Carcaces    | S     | 23 gennaio 1986  | Holguín          |
| 15 | Yusidey Silié     | P/O   | 11 novembre 1984 | Ciudad Habana    |
| 17 | Gyselle Silva     | C     | 29 ottobre 1991  | Santiago de Cuba |

## Germania
| N° | Nome                | Ruolo | Data di nascita   | Squadra       |
| -- | ------------------- | ----- | ----------------- | ------------- |
| -  | Giovanni Guidetti   | All   | 20 settembre 1972 | -             |
| 1  | Lenka Dürr          | L     | 10 dicembre 1990  | Vilsbiburg    |
| 2  | Kathleen Weiß       | P     | 2 febbraio 1984   | Sirio Perugia |
| 3  | Denise Hanke        | P     | 31 ottobre 1986   | Schweriner    |
| 4  | Kerstin Tzscherlich | L     | 15 febbraio 1978  | Dresdner      |
| 6  | Saskia Hippe        | S     | 16 gennaio 1991   | Dresdner      |
| 8  | Kathy Radzuweit     | C     | 2 marzo 1982      | Fischbek      |
| 9  | Corina Ssuschke     | C     | 5 maggio 1983     | Prostějov     |
| 10 | Anne Matthes        | S     | 30 aprile 1985    | Forlì         |
| 11 | Christiane Fürst    | C     | 29 marzo 1985     | Bergamo       |
| 12 | Heike Beier         | S     | 9 dicembre 1983   | River         |
| 14 | Margareta Kozuch    | S/O   | 30 ottobre 1986   | Asystel       |
| 15 | Maren Brinker       | S     | 10 luglio 1986    | Münster       |
| 17 | Lisa Thomsen        | L     | 20 agosto 1985    | Schweriner    |
| 18 | Nadja Schaus        | S     | 8 novembre 1984   | Wiesbaden     |

## Giappone
| N° | Nome             | Ruolo | Data di nascita   | Squadra             |
| -- | ---------------- | ----- | ----------------- | ------------------- |
| -  | Masayoshi Manabe | All   | 21 agosto 1963    | -                   |
| 1  | Megumi Kurihara  | S     | 31 luglio 1984    | Pioneer Red Wings   |
| 2  | Hitomi Nakamichi | P     | 18 settembre 1985 | Toray Arrows        |
| 3  | Yoshie Takeshita | P     | 18 marzo 1978     | JT Marvelous        |
| 4  | Kaori Inoue      | C     | 21 ottobre 1982   | Denso Airybees      |
| 5  | Ai Ōtomo         | C     | 24 marzo 1982     | JT Marvelous        |
| 6  | Yūko Sano        | L     | 26 luglio 1979    | Hisamitsu Springs   |
| 7  | Mai Yamaguchi    | S     | 3 luglio 1983     | Okayama Seagulls    |
| 9  | Mizuho Ishida    | S     | 22 gennaio 1988   | Hisamitsu Springs   |
| 11 | Erika Araki      | C     | 3 agosto 1984     | Toray Arrows        |
| 12 | Saori Kimura     | S     | 19 agosto 1986    | Toray Arrows        |
| 14 | Yukiko Ebata     | S     | 7 novembre 1989   | Hitachi Sawa Rivale |
| 16 | Saori Sakoda     | S     | 18 dicembre 1987  | Toray Arrows        |
| 17 | Akiko Ino        | L     | 28 settembre 1986 | NEC Red Rockets     |
| 19 | Kanari Hamaguchi | L     | 29 agosto 1985    | Toray Arrows        |

## Kazakistan
| N° | Nome                | Ruolo | Data di nascita   | Squadra              |
| -- | ------------------- | ----- | ----------------- | -------------------- |
| -  | Nelli Chsherbakova  | All   | -                 | -                    |
| 1  | Natalya Zhukova     | C     | 29 marzo 1980     | -                    |
| 3  | Sana Jarlagassova   | S     | 21 luglio 1989    | Almatı               |
| 5  | Olga Nassedkina     | C     | 28 dicembre 1982  | Almatı               |
| 6  | Olessya Arslanova   | C     | 12 dicembre 1981  | Almatı               |
| 7  | Alena Omelchenko    | C     | 19 giugno 1989    | Almatı               |
| 8  | Korinna Ishimtseva  | P     | 8 febbraio 1984   | Almatı               |
| 9  | Irina Lukomskaya    | P     | 19 marzo 1991     | Almatı               |
| 10 | Yelena Ezau         | L     | 9 marzo 1983      | Irtyš                |
| 11 | Marina Storozhenko  | L     | 6 giugno 1985     | Almatı               |
| 12 | Irina Zaitseva      | S     | 25 settembre 1982 | Almatı               |
| 13 | Yuliya Kutsko       | S     | 18 aprile 1980    | Hapoël Névé Sha'anan |
| 15 | Lyudmila Anarbayeva | C     | 12 novembre 1983  | VK Ladoga            |
| 16 | Inna Matveyeva      | S     | 12 ottobre 1978   | Samorodok            |
| 17 | Olga Drobyshevskaya | S     | 22 settembre 1985 | Almatı               |

## Kenya
| N° | Nome                | Ruolo | Data di nascita  | Squadra               |
| -- | ------------------- | ----- | ---------------- | --------------------- |
| -  | Hidehiro Irisawa    | All   | -                | -                     |
| 1  | Jane Wairimu        | P     | 24 marzo 1985    | Kenya Prisons         |
| 3  | Asha Makuto         | -     | 2 maggio 1986    | Kenya Pipeline        |
| 4  | Esther Nwombe       | S     | 10 aprile 1987   | Kenya Prisons         |
| 5  | Diana Khisa         | C     | 26 maggio 1987   | Kenya Prisons         |
| 8  | Mildred Odwako      | L     | 17 gennaio 1980  | Kenya Pipeline        |
| 11 | Jackline Barasa     | C     | 25 dicembre 1979 | Kenya Commercial Bank |
| 12 | Lydia Maiyo         | S     | 3 novembre 1988  | Kenya Prisons         |
| 14 | Mercy Moim          | S     | 1º gennaio 1989  | Kenya Prisons         |
| 15 | Brackcides Khadambi | C     | 14 maggio 1984   | Kenya Prisons         |
| 16 | Judith Tarus        | L     | 26 giugno 1986   | Kenya Prisons         |
| 17 | Edinah Rotich       | S     | 27 marzo 1981    | Friends VC            |
| 20 | Rodah Lyali         | P     | 26 novembre 1976 | Kenya Pipeline        |

## Italia
| N° | Nome                 | Ruolo | Data di nascita   | Squadra             |
| -- | -------------------- | ----- | ----------------- | ------------------- |
| -  | Massimo Barbolini    | All   | 29 agosto 1964    | Club Italia         |
| 2  | Cristina Barcellini  | S     | 20 novembre 1986  | Asystel             |
| 3  | Ilaria Garzaro       | C     | 29 settembre 1986 | Robursport Pesaro   |
| 4  | Lucia Crisanti       | C     | 16 marzo 1986     | Busto Arsizio       |
| 5  | Giulia Rondon        | P     | 16 ottobre 1987   | River               |
| 6  | Chiara Arcangeli     | L     | 14 febbraio 1983  | Sirio Perugia       |
| 9  | Chiara Di Iulio      | S     | 5 maggio 1985     | Robur Tiboni Urbino |
| 10 | Paola Cardullo       | L     | 18 marzo 1982     | Villa Cortese       |
| 11 | Serena Ortolani      | S/O   | 7 gennaio 1987    | Bergamo             |
| 12 | Francesca Piccinini  | S     | 10 gennaio 1979   | Bergamo             |
| 13 | Valentina Arrighetti | C     | 26 gennaio 1985   | Bergamo             |
| 14 | Eleonora Lo Bianco   | P     | 22 dicembre 1979  | Bergamo             |
| 15 | Antonella Del Core   | S     | 5 novembre 1980   | Bergamo             |
| 16 | Lucia Bosetti        | S     | 9 luglio 1989     | Bergamo             |
| 17 | Simona Gioli         | C     | 17 settembre 1977 | Dinamo Mosca        |

## Paesi Bassi
| N° | Nome               | Ruolo | Data di nascita   | Squadra        |
| -- | ------------------ | ----- | ----------------- | -------------- |
| -  | Avital Selinger    | All   | 10 marzo 1959     | -              |
| 1  | Kim Staelens       | P     | 7 gennaio 1982    | Asystel        |
| 3  | Francieen Hurmann  | C     | 10 aprile 1975    | -              |
| 4  | Chaïne Staelens    | S     | 7 novembre 1980   | Denso Airybees |
| 5  | Robin De Kruijf    | C     | 5 maggio 1991     | TVC Amstelveen |
| 6  | Maret Grothues     | S     | 16 settembre 1988 | TVC Amstelveen |
| 7  | Quinta Steenbergen | C     | 2 aprile 1984     | TVC Amstelveen |
| 8  | Alice Blom         | S     | 7 aprile 1980     | Fenerbahçe     |
| 9  | Myrth Schoot       | P     | 29 agosto 1988    | TVC Amstelveen |
| 10 | Janneke van Tienen | L     | 29 maggio 1979    | -              |
| 11 | Caroline Wensink   | C     | 4 agosto 1984     | River          |
| 12 | Manon Flier        | S/O   | 8 febbraio 1984   | Asystel        |
| 14 | Laura Dijkema      | P     | 18 febbraio 1990  | TVC Amstelveen |
| 15 | Ingrid Visser      | C     | 4 giugno 1977     | CAV Murcia     |
| 17 | Nicole Koolhaas    | C     | 31 gennaio 1991   | Alterno        |

## Perù
| N° | Nome              | Ruolo | Data di nascita  | Squadra           |
| -- | ----------------- | ----- | ---------------- | ----------------- |
| -  | Kim Cheol-yong    | All   | -                | -                 |
| 1  | Angélica Aquino   | S     | 10 agosto 1990   | Divino Maestro    |
| 2  | Mirtha Uribe      | C     | 12 marzo 1985    | Alianza Lima      |
| 3  | Paola García      | C     | 25 agosto 1987   | Divino Maestro    |
| 4  | Patricia Soto     | S     | 10 febbraio 1980 | Regatas Lima      |
| 5  | Vanessa Palacios  | L     | 3 luglio 1984    | Divino Maestro    |
| 6  | Jessenia Uceda    | S     | 14 agosto 1981   | Deportivo Géminis |
| 7  | Yulissa Zamudio   | S     | 24 marzo 1976    | Alianza Lima      |
| 10 | Leyla Chihuán     | C     | 4 settembre 1975 | Regatas Lima      |
| 12 | Carla Rueda       | S     | 19 aprile 1990   | Deportivo Géminis |
| 13 | Zoila La Rosa     | P     | 31 maggio 1990   | Divino Maestro    |
| 14 | Elena Keldibekova | P     | 23 giugno 1974   | Regatas Lima      |
| 15 | Karla Ortiz       | S     | 20 ottobre 1991  | Divino Maestro    |

## Polonia
| N° | Nome                  | Ruolo | Data di nascita   | Squadra            |
| -- | --------------------- | ----- | ----------------- | ------------------ |
| -  | Jerzy Matlak          | All   | 21 giugno 1945    | -                  |
| 2  | Mariola Barbachowska  | L     | 30 giugno 1982    | Muszynianka        |
| 3  | Karolina Kosek        | S     | 28 giugno 1985    | Budowlani Łódź     |
| 5  | Berenika Tomsia       | C     | 18 marzo 1988     | BKS                |
| 6  | Agnieszka Bednarek    | C     | 20 febbraio 1986  | Muszynianka        |
| 7  | Małgorzata Glinka     | S     | 30 settembre 1987 | -                  |
| 8  | Katarzyna Zaroślińska | S/O   | 3 febbraio 1987   | Polonia (bandiera) |
| 9  | Joanna Staniucha      | S     | 5 dicembre 1981   | Dąbrowa Górnicza   |
| 11 | Anna Barańska         | S     | 14 maggio 1984    | BKS                |
| 12 | Milena Sadurek        | P     | 18 ottobre 1984   | Metal Galați       |
| 13 | Paulina Maj           | L     | 22 marzo 1987     | PTPS               |
| 14 | Joanna Wołosz         | P     | 7 aprile 1990     | Gwardia Wrocław    |
| 15 | Katarzyna Biel        | C     | 21 settembre 1981 | Dąbrowa Górnicza   |
| 16 | Aleksandra Przybysz   | S     | 2 giugno 1980     | Muszynianka        |
| 17 | Joanna Kaczor         | S/O   | 16 settembre 1984 | River              |

## Porto Rico
| N° | Nome                | Ruolo | Data di nascita   | Squadra               |
| -- | ------------------- | ----- | ----------------- | --------------------- |
| -  | Carlos Cardona      | All   | -                 | -                     |
| 2  | Pamela Cartagena    | S     | 5 febbraio 1987   | Pinkin de Corozal     |
| 3  | Vilmarie Mojica     | P     | 13 agosto 1985    | Pinkin de Corozal     |
| 4  | Tatiana Encarnación | S     | 28 luglio 1985    | Gigantes de Carolina  |
| 5  | Saraí Álvarez       | S     | 3 aprile 1986     | Indias de Mayagüez    |
| 8  | Noami Santos        | S     | 29 novembre 1993  | Porto Rico            |
| 9  | Áurea Cruz          | S     | 10 gennaio 1982   | Villa Cortese         |
| 11 | Karina Ocasio       | S     | 8 gennaio 1985    | Valencianas de Juncos |
| 12 | Michelle Nogueras   | P     | 5 dicembre 1988   | Criollas de Caguas    |
| 13 | Darangelyss Yantin  | C     | 8 luglio 1985     | Pinkin de Corozal     |
| 15 | Shara Venegas       | L     | 18 settembre 1992 | Llaneras de Toa Baja  |
| 16 | Alexandra Oquendo   | C     | 3 febbraio 1984   | Criollas de Caguas    |
| 19 | Wilnelia González   | C     | 2 aprile 1985     | Vaqueras de Bayamón   |

## Rep. Ceca
| N° | Nome               | Ruolo | Data di nascita   | Squadra             |
| -- | ------------------ | ----- | ----------------- | ------------------- |
| -  | Jirí Šiller        | All   | -                 | -                   |
| 2  | Šárka Barborková   | S     | 6 novembre 1985   | VC Stoccarda        |
| 3  | Kristýna Pastulová | C     | 22 ottobre 1985   | Přerovský           |
| 4  | Aneta Havlíčková   | S/O   | 3 luglio 1987     | Robur Tiboni Urbino |
| 5  | Julie Jášová       | L     | 14 settembre 1987 | Královo Pole        |
| 8  | Šárka Melichárková | S     | 8 giugno 1990     | Královo Pole        |
| 9  | Anna Kallistová    | C     | 30 ottobre 1982   | Olymp Praha         |
| 11 | Michaela Jelínková | P     | 2 dicembre 1985   | Münster             |
| 13 | Tereza Vanžurová   | S     | 4 aprile 1991     | Olymp Praha         |
| 14 | Lucie Muhlsteinova | P     | 15 ottobre 1984   | Olympiakos          |
| 16 | Helena Havelková   | S     | 25 luglio 1988    | Busto Arsizio       |
| 17 | Ivana Plchotová    | C     | 22 ottobre 1982   | Tomis Constanța     |
| 18 | Martina Útlá       | S     | 17 luglio 1985    | Královo Pole        |

## Rep. Dominicana
| N° | Nome                | Ruolo | Data di nascita   | Squadra              |
| -- | ------------------- | ----- | ----------------- | -------------------- |
| -  | Marcos Kwiek        | All   | -                 | -                    |
| 1  | Annerys Vargas      | C     | 7 aprile 1981     | Minas                |
| 2  | Dahiana Burgos      | S     | 7 aprile 1988     | Pontecagnano Faiano  |
| 3  | Lisvel Eve          | C     | 10 settembre 1991 | GS Caltex Seoul      |
| 5  | Brenda Castillo     | L     | 5 giugno 1992     | San Cristóbal        |
| 6  | Carmen Caso         | L     | 29 novembre 1981  | Arlenis Cordero      |
| 7  | Niverka Marte       | P     | 19 ottobre 1990   | Distrito Nacional    |
| 8  | Cándida Arias       | C     | 11 marzo 1992     | San Cristóbal        |
| 9  | Sidarka Nuñez       | S     | 25 giugno 1984    | Liga Juan Guzman     |
| 10 | Milagros Cabral     | S     | 17 ottobre 1978   | Korea Expressway     |
| 12 | Karla Echenique     | P     | 16 maggio 1986    | Gigantes de Carolina |
| 13 | Cindy Rondón        | C     | 12 novembre 1987  | Distrito Nacional    |
| 14 | Prisilla Rivera     | S/O   | 29 dicembre 1984  | CAV Murcia           |
| 18 | Bethania de la Cruz | S     | 13 marzo 1987     | Deportivo Nacional   |
| 19 | Ana Binet           | L     | 9 febbraio 1992   | Espaillat            |

## Russia
| N° | Nome                 | Ruolo | Data di nascita  | Squadra            |
| -- | -------------------- | ----- | ---------------- | ------------------ |
| -  | Vladimir Kuzjutkin   | All   | -                | -                  |
| 1  | Marija Borodakova    | C     | 8 marzo 1986     | Dinamo-Kazan       |
| 2  | Lesja Machno         | S     | 4 settembre 1981 | Dinamo Mosca       |
| 3  | Marija Duskrjadčenko | C     | 9 marzo 1984     | Dinamo Mosca       |
| 4  | Elena Konstantinova  | C     | 25 agosto 1981   | Dinamo-Jantar      |
| 5  | Ljubov' Sokolova     | S     | 4 dicembre 1977  | Giannino Pieralisi |
| 7  | Svetlana Krjučkova   | L     | 21 febbraio 1985 | Zareč'e Odincovo   |
| 8  | Natalija Hončarova   | S     | 1º giugno 1989   | Dinamo Mosca       |
| 9  | Ol'ga Fateeva        | S/O   | 4 maggio 1984    | Zareč'e Odincovo   |
| 11 | Ekaterina Gamova     | S/O   | 17 ottobre 1980  | Fenerbahçe         |
| 12 | Vera Uljakina        | P     | 21 agosto 1986   | Dinamo-Kazan       |
| 13 | Evgenija Starceva    | P     | 6 febbraio 1989  | Avtodor-Metar      |
| 14 | Ekaterina Kabešova   | L     | 5 agosto 1986    | Dinamo Krasnodar   |
| 15 | Tat'jana Košeleva    | S     | 23 dicembre 1988 | Zareč'e Odincovo   |
| 16 | Julija Merkulova     | C     | 17 febbraio 1984 | Dinamo Krasnodar   |

## Serbia
| N° | Nome               | Ruolo | Data di nascita | Squadra           |
| -- | ------------------ | ----- | --------------- | ----------------- |
| -  | Zoran Terzić       | All   | 9 luglio 1966   | -                 |
| 1  | Jelena Nikolić     | S     | 13 aprile 1982  | VakıfBank GS      |
| 2  | Jovana Brakočević  | S/O   | 5 marzo 1988    | Spes Conegliano   |
| 3  | Sanja Malagurski   | S     | 8 giugno 1990   | Stella Rossa      |
| 5  | Nataša Krsmanović  | C     | 19 giugno 1985  | Galatasaray       |
| 6  | Jasna Majstorović  | S     | 23 aprile 1984  | -                 |
| 7  | Brižitka Molnar    | S     | 28 luglio 1985  | Panathīnaïkos     |
| 8  | Ana Antonijević    | P     | 26 agosto 1987  | RC Cannes         |
| 9  | Jovana Vesović     | S     | 21 giugno 1987  | Voléro Zurigo     |
| 10 | Maja Ognjenović    | P     | 6 agosto 1984   | Eczacıbaşı        |
| 11 | Stefana Veljković  | C     | 9 giugno 1990   | Stella Rossa      |
| 16 | Milena Rašić       | C     | 25 ottobre 1990 | Dinamo Pančevo    |
| 17 | Silvija Popović    | L     | 15 marzo 1986   | Rabitə Baku       |
| 18 | Suzana Ćebić       | L     | 9 novembre 1984 | Metal Galați      |
| 19 | Dragana Marinković | C     | 19 ottobre 1982 | Robursport Pesaro |

## Stati Uniti
| N° | Nome              | Ruolo | Data di nascita  | Squadra              |
| -- | ----------------- | ----- | ---------------- | -------------------- |
| -  | Hugh McCutcheon   | All   | 13 ottobre 1969  | -                    |
| 1  | Ogonna Nnamani    | S     | 29 luglio 1983   | Prostějov            |
| 2  | Alisha Glass      | P     | 5 aprile 1988    | Penn State           |
| 4  | Lindsey Berg      | P     | 16 luglio 1980   | Villa Cortese        |
| 5  | Stacy Sykora      | L     | 24 giugno 1977   | Omička               |
| 6  | Nicole Davis      | L     | 24 aprile 1982   | Lokomotiv Baku       |
| 7  | Heather Bown      | C     | 29 novembre 1978 | Giannino Pieralisi   |
| 8  | Cynthia Barboza   | S/O   | 7 febbraio 1987  | Toray Arrows         |
| 9  | Jennifer Joines   | C     | 23 novembre 1982 | Llaneras de Toa Baja |
| 11 | Jordan Larson     | S     | 16 ottobre 1986  | Dinamo-Kazan         |
| 12 | Nancy Meendering  | S/O   | 18 novembre 1978 | Criollas de Caguas   |
| 15 | Logan Tom         | S     | 25 maggio 1981   | Asystel              |
| 16 | Foluke Akinradewo | C     | 5 ottobre 1987   | Stati Uniti          |
| 18 | Megan Hodge       | S     | 15 ottobre 1988  | Criollas de Caguas   |
| 19 | Destinee Hooker   | S     | 7 settembre 1987 | Pinkin de Corozal    |

## Thailandia
| N° | Nome                         | Ruolo | Data di nascita  | Squadra   |
| -- | ---------------------------- | ----- | ---------------- | --------- |
| -  | Kiattipong Radchatagriengkai | All   | 17 luglio 1966   | Federbrau |
| 1  | Piyanut Pannoy               | L     | 10 novembre 1989 | Federbrau |
| 3  | Rasamee Supamool             | S     | 10 gennaio 1992  | Federbrau |
| 5  | Pleumjit Thinkaow            | C     | 9 novembre 1983  | Federbrau |
| 6  | Onuma Sittirak               | S     | 13 giugno 1986   | Federbrau |
| 8  | Utaiwan Kaensing             | C     | 7 settembre 1988 | Federbrau |
| 10 | Wilavan Apinyapong           | S     | 6 giugno 1984    | Federbrau |
| 11 | Amporn Hyapha                | C     | 19 maggio 1985   | Federbrau |
| 12 | Kamonporn Sukmak             | P     | 29 febbraio 1988 | Federbrau |
| 13 | Nootsara Tomkom              | P     | 7 luglio 1985    | Federbrau |
| 14 | Sutadta Chuewulim            | S     | 19 dicembre 1992 | Federbrau |
| 15 | Malika Kanthong              | S     | 8 gennaio 1987   | Federbrau |
| 18 | Em-orn Phanusit              | S     | 25 marzo 1988    | Federbrau |

## Turchia
| N° | Nome                  | Ruolo | Data di nascita  | Squadra      |
| -- | --------------------- | ----- | ---------------- | ------------ |
| -  | Mehmet Bedestenlioglu | All   | -                | -            |
| 1  | Özge Kırdar           | P     | 26 giugno 1985   | VakıfBank GS |
| 2  | Gülden Kayalar        | L     | 5 dicembre 1980  | Eczacıbaşı   |
| 5  | Gökçen Denkel         | C     | 2 agosto 1985    | Eczacıbaşı   |
| 7  | Elif Ağca             | P     | 10 febbraio 1984 | Galatasaray  |
| 8  | Bahar Toksoy          | C     | 6 febbraio 1988  | VakıfBank GS |
| 10 | Gözde Kırdar          | S     | 26 giugno 1985   | VakıfBank GS |
| 11 | Naz Aydemir           | P     | 14 agosto 1990   | Fenerbahçe   |
| 12 | Esra Gümüş            | S     | 2 ottobre 1982   | Eczacıbaşı   |
| 13 | Neriman Özsoy         | S     | 13 luglio 1988   | Eczacıbaşı   |
| 14 | Eda Erdem             | C     | 22 febbraio 1987 | Fenerbahçe   |
| 16 | Seda Tokatlıoğlu      | S/O   | 26 giugno 1986   | Fenerbahçe   |
| 17 | Neslihan Demir        | S/O   | 9 dicembre 1983  | VakıfBank GS |
| 19 | Büşra Cansu           | C     | 16 luglio 1990   | Eczacıbaşı   |
| 20 | Gizem Güreşen         | L     | 14 gennaio 1987  | VakıfBank GS |